# Liparetrus ascius
Liparetrus ascius är en skalbaggsart som beskrevs av Britton 1980. Liparetrus ascius ingår i släktet Liparetrus och familjen Melolonthidae. Inga underarter finns listade i Catalogue of Life.